# BCAA
Амінокислоти з розгалуженими боковими ланцюгами (англ. branched-chain amino acids, BCAA) — група протеїногенних амінокислот із розгалуженим аліфатичним бічним ланцюгом. До них належать лейцин, ізолейцин і валін. Всі три амінокислоти є незамінними для людини і не можуть синтезуватись в організмі de novo, тому повинні надходити із продуктами харчування. Середній вміст цих амінокислот в харчових білках становить 20-25 %. Хоча більша частина амінокислот метаболізується в печінці, амінокислоти з розгалуженими боковими ланцюгами підлягають катаболічним перетворенням в інших органах і тканинах, зокрема в скелетних м'язах, серці, нейронах, жировій тканині і нирках.
Крім очевидної ролі в будові молекул білків, амінокислоти з розгалуженими боковими ланцюгами мають багато інших функцій. Вважають, що при м'язовій роботі вони можуть використовуватися для синтезу проміжних сполук циклу три карбонових кислот і глюконеогенезу, тобто виступають як джерела енергії. Крім того, ці амінокислоти мають регуляторні функції: виступаючи в ролі сигнальних молекул, вони регулюють синтез і деградацію білків, клітинного метаболізму і росту, а також секрецію інсуліну.

Лейцин
Ізолейцин
Валін

## Роль у структурі білків
Лейцин, ізолейцин і валін є найбільш гідрофобними протеїногенними (входять до складу білків) амінокислотами, ця властивість визначає їхню роль у структурі білків. Гідрофобні амінокислотні залишки (у тому числі і амінокислоти з розгалуженими боковими ланцюгами) зустрічаються у відносно великій кількості у внутрішніх частинах водорозчинних глобулярних білків, на поверхні доменів мембранних білків, що взаємодіють з ліпідами мембран, на поверхнях контактів між окремими α-спіралями, що входять до складу фібрилярного білка. Залишки амінокислот з розгалуженими боковими ланцюгами беруть участь у гідрофобних взаємодіях — слабких взаємодіях, які поряд із водневими зв'язками, іонними зв'язками і Ван-дер-Ваальсовими силами забезпечують стабільність третинної структури білка. Поряд з такою загальною структурною роллю, амінокислоти з розгалуженими боковими ланцюгами можуть виконувати і специфічні функції: ці амінокислоти важливі для зв'язування молекул кисню міоглобіном і гемоглобіном, а також для зв'язування субстрату і каталітичної активності різних ферментів.

## Застосування
В медицині використовуються розгалужені амінокислоти при цирозі печінки і в інтенсивній медицині. Дискутується використання їх у геріатрії.
У спорті використовуються розгалужені амінокислоти — у важкій атлетиці як БАДи, для побудови нових м'язів: 35 % всіх амінокислот у м'язах.

## Значення в медицині
При генетичному порушенні окисного декарбоксилювання амінокислот з розгалуженими ланцюгами розвивається спадкове захворювання лейциноз.